# Pär Axel Sahlberg
Pär Axel Sahlberg, född 25 maj 1954 i Gustav Adolfs församling i Borås, är en svensk pastor och politiker (socialdemokrat), som var ordinarie riksdagsledamot 1994–1998 och 1999–2006 (även ersättare 1998–1999), invald för Hallands läns valkrets.
Sahlberg föddes in i en murarfamilj från Borås. Han började som 21-åring arbeta som pastor i Metodistkyrkan i Sverige och var länge konfirmationspastor på Västkustgåren, Metodistkyrkans lägergård i Halland, Kungsbacka.
I riksdagen var han ledamot i konstitutionsutskottet (1994–1998 och 1999–2006, samt suppleant 1998–1999), suppleant i socialförsäkringsutskottet, suppleant i utrikesutskottet, suppleant i Europarådets svenska delegation samt ledamot i valprövningsnämnden. 
Han var en del i utredningen, som mynnade ut i Lag (1998:1591) om Svenska kyrkan, som innebar att Svenska kyrkan separerades från staten den 1 januari 2000.
Sahlberg var ordförande i International League of Religious Socialists från 2003 till 2009 och ordförande i Life and Peace. Han var även vice ordförande i Sveriges kristna socialdemokraters förbund (nuvarande Socialdemokrater för tro och solidaritet). Han är den politiker som enligt Dagens Nyheters kartläggning under längst tid har uppburit riksdagens inkomstgaranti. Sahlberg har sedan sin avgång 2006 mottagit inkomstgaranti om 5,1 miljoner kronor.